# Šriviđaja
Sriviđaja ili Šriviđaja (takođe Srivijaya, Sri Vijaya, indonežanski }} ) bilo je staro i moćno talasokratsko malajsko carstvo sa sedištem na današnjem indonežanskom ostrvu Sumatra, koje je imalo značajan uticaj na Jugoistočnu Aziju. Najstariji zapisi o njegovom postojanju datiraju iz 7. veka kada je kineski monah Jiđing opisao šestomesečni boravak u Srividžaji godine 671. Prvi natpis sa imenom Sriviđaja takođe datira iz 7. veka, odnosno Natpis u Kedukan Bukitu u blizini Palembanga na Sumatri, datiran 683. Kraljevstvo je prestalo da postoji u 13. veku iz niza razloga, pri čemu se najviše spominje ekspanzija javanskog Madžapahit carstva. Sriviđaja je bilo važno središte budističke ekspanzije po Jugoistočnoj Aziji od 8. do 12. veka. Na sanskrit, sri (श्री) znači „sjajna”, a vijaya (विजय) znači „pobeda” ili „izvrsnost”.
Šriviđaja je bilo prvo ujedinjeno kraljevstvo koje je dominiralo većim delom Indonežanskog arhipelaga. Uspon Šraviđaja carstva se odvijao uporedo sa krajem Malajskog pomorskog perioda. Zahvaljujući svojoj lokaciji, ova nekad moćna država je razvila kompleksnu tehnologiju koristeći pomorske resurse. Osim toga, njena ekonomija je vremenom postala sve više zavisna od trgovine u tom regionu, tako da se ovo kraljevstvo transformisalo u ekonomiju baziranu na prestižnim dobrima.
Nakon što je Sriviđaja propala, postala je zaboravljena, te su kasniji istoričari bili skeptični prema zamisli da bi velika ujedinjena država mogla postojati u Jugoistočnoj Aziji. O tome se prvi put javno špekuliсао francuskи istoričar Žorž Kodes iz Francuskog instituta za Daleki istok. Do godine 1993. je Pjer-Iv Mangen uspeo da dokaže da je sedište Srividžaje bilo duž reke Musi između Bukit Seguntanga i Sabokingkinga (u današnjoj indonezijskoj provinciji Južna Sumatra).

## Etimologija
U Sanskritu śrī znači „uspešan”, „napredan”, ili „srećan”, a vijaya znači „pobedonosan” ili „izvrstan”. Stoga kombinovana reč Srivijaya znači „sjajna pobeda”, „veličanstveni trijumf”, „prosperitetni pobednik”, „sjaj izvrsnosti” ili jednostavno „slavan”.

## Istoriografija
Ostalo je malo fizičkih dokaza o Šriviđaji. Nije bilo stalnog znanja o istoriji Šriviđaje čak ni u pomorskoj jugoistočnoj Aziji; njenu zaboravljenu prošlost vaskrsavaju strani naučnici. Savremeni Indonežani, čak i oni iz oblasti Palembang (oko mesta gde je kraljevstvu bilo sedište), nisu čuli za Šriviđaju sve do 1920-ih kada je francuski naučnik Žordž Kodes objavio svoja otkrića i tumačenja u novinama na holandskom i indonežanskom jeziku. Kodes je primetio da su kineske reference na Sanfoki, ranije čitane kao Sribhoja ili Sribogha, i natpisi na staromalajskom odnose se na isto carstvo.
Šriviđajska istoriografija je stečena, sastavljena i uspostavljena iz dva glavna izvora: kineskih istorijskih izveštaja i kamenih natpisa jugoistočne Azije koji su otkriveni i dešifrovani u regionu. Izveštaj budističkog hodočasnika Jiđinga posebno je važan u opisu Šriviđaje, koji je posetio kraljevstvo 671. godine na šest meseci. Sidajatra natpisi iz 7. veka otkriveni na Palembangu i na ostrvu Banka takođe su vitalni primarni istorijski izvori. Takođe, regionalni izveštaji da bi neki mogli biti sačuvani i prepričavati kao priče i legende, kao što su Legenda o Maharadži iz Džavake i Kmerskom kralju, takođe pružaju uvid u kraljevstvo. Neki indijski i arapski izveštaji takođe nejasno opisuju bogatstva i basnoslovno blago kralja Zabaga.
Istorijski zapisi o Šriviđaji su rekonstruisani iz brojnih kamenih natpisa, od kojih je većina pisana na staromalajskom koristeći palavsko pismo, kao što su natpisi Kedukan Bukit, Talang Tuvo, Telaga Batu i Kota Kapur.‍:82–83 Sriviđaja je postala simbol ranog sumatranskog značaja kao veliko carstvo koje je uravnotežilo javanski Madžapahit na istoku. U 20. veku, nacionalistički intelektualci su ukazivali na obe imperije u kontekstu svog zalaganja za indonežanski identitet u okviru ujedinjene indonežanske države koja je postojala pre kolonijalne države Holandske Istočne Indije.
Šriviđaja, a time i Sumatra, različitim narodima su bili poznati pod različitim imenima. Kinezi su to zvali Sanfoci, Sanfoki ili Će-li-fo-će (Šilifoši), a postojalo je još starije kraljevstvo Kantoli, koje bi se moglo smatrati prethodnikom Šriviđaje. Sanskritski i pali tekstovi su ga nazivali Javades i Javadeh, respektivno. Arapi su ga zvali Zabag ili Sribuza, a Kmeri Melaju. Dok su ih Javanci zvali Suvarnabumi, Suvarnadvipa, Melaju ili Malaju. Ovo je još jedan razlog zašto je otkriće Šriviđaje bilo tako teško. Iako neka od ovih imena snažno podsećaju na ime Jave, i postoji jasna mogućnost da su se umesto toga pozivala na Sumatru.

## Literatura
- D. G. E. Hall, A History of South-east Asia. London: Macmillan, 1955.
- D. R. SarDesai. Southeast Asia: Past and Present. Boulder: Westview Press, 1997.
- Lynda Norene Shaffer. Maritime Southeast Asia to 1500. London: ME Sharpe Armonk, 1996.
- Stuart-Fox, Martin. A Short History of China and Southeast Asia: Tribute, Trade, and Influence. London: Allen and Unwin, 2003.
- Munoz, Paul Michel (2006). Early Kingdoms of the Indonesian Archipelago and the Malay Peninsula. Editions Didier Millet. ISBN 978-981-4155-67-0.
- Muljana, Slamet (2006). Sriwijaya. Yogyakarta: LKiS. ISBN 978-979-8451-62-1.
- A. Samad, Ahmad (1979), Sulalatus Salatin (Sejarah Melayu), Dewan Bahasa dan Pustaka, ISBN 983-62-5601-6, Архивирано из оригинала 2013-10-12. г.
- Abdul Rahman, Haji Ismail; Abdullah Zakaria, Ghazali; Zulkanain, Abdul Rahman (2011), A New Date on the Establishment of Melaka Malay Sultanate Discovered, Institut Kajian Sejarah dan Patriotisme ( Institute of Historical Research and Patriotism )
- Andaya, Leonard Y. (2008), Leaves of the Same Tree: Trade and Ethnicity in the Straits of Melaka, University of Hawaii Press, ISBN 978-0-8248-3189-9
- Brakel, L. F; Balfas, M.; M. Taib, Othman; Gonda, J.; Rangkuti, B.; Lumbera, B.; Kahler, H. (1976), Handbuch der Orientalistik: Literaturen, Abschn. 1, Brill Academic Publishers, ISBN 90-04-04331-4
- Hussain, Othman (2005), The Characteristics of the Malay Historiography (PDF), UTHM Institutional Repository, Архивирано из оригинала (PDF) 16. 08. 2015. г., Приступљено 02. 10. 2022
- Leyden, John (1821), Malay Annals (translated from the Malay language), Longman, Hurst, Rees, Orme and Brown
- Ooi, Keat Gin (2004), Southeast Asia: a historical encyclopedia, from Angkor Wat to East Timor, ABC-CLIO, ISBN 1-57607-770-5
- Ooi, Keat Gin (2009), Historical Dictionary of Malaysia, Scarecrow Press, ISBN 978-0-8108-5955-5
- Sabrizain, Sejarah Melayu - A History of Malay peninsula, Приступљено 2012-10-04
- Siti Hawa, Haji Salleh (2010), Malay Literature of the 19th century, Institut Terjemahan Negara Malaysia, ISBN 978-983-068-517-5
- Windstedt, Richard Olaf (1938), „The Malay Annals or Sejarah Melayu”, Journal of the Malayan Branch of the Royal Asiatic Society, The Branch, XVI
- Abshire, Jean E. (2011), The History of Singapore, Greenwood, ISBN 978-0-313-37742-6
- Aljunied, Syed Muhd Khairudin; Heng, Derek (2009), Reframing Singapore: Memory - Identity - Trans-Regionalism, Amsterdam University Press, ISBN 978-90-8964-094-9
- Commonwealth Secretariat (2004), Commonwealth Yearbook 2006, Commonwealth Secretariat, ISBN 978-0-9549629-4-4
- Dewan Bahasa dan Pustaka (2010), Search: Singa, Приступљено 2010-12-06
- Heng, Derek (2005), „Continuities and Changes : Singapore as a Port-City over 700 Years”, Biblioasia, National Library Board, 1, ISSN 0219-8126
- Heidhues, Mary Somers (2001), Southeast Asia: A Concise History, Hudson and Thames, ISBN 978-0-500-28303-5
- Leyden, John (1821), Malay Annals (translated from the Malay language), Longman, Hurst, Rees, Orme and Brown
- Miksic, John N. (15. 11. 2013), Singapore and the Silk Road of the Sea, 1300–1800, NUS Press, ISBN 978-9971695743
- Liow, Joseph Chinyong (2004), The Politics of Indonesia-Malaysia Relations: One Kin, Two Nations, Routledge, ISBN 978-0-415-34132-5
- Nugroho, Irawan Djoko (2011), Majapahit Peradaban Maritim, Suluh Nuswantara Bakti, ISBN 978-602-9346-00-8
- O'Mara, Michael (1999), Facts About the World's Nation, H. W. Wilson, ISBN 978-0-8242-0955-1
- Ooi, Keat Gin (2004), Southeast Asia: a historical encyclopedia, from Angkor Wat to East Timor, ABC-CLIO, ISBN 1-57607-770-5
- Ooi, Keat Gin (2009), Historical Dictionary of Malaysia, Scarecrow Press, ISBN 978-0-8108-5955-5
- Sabrizain, Palembang Prince or Singapore Renegade?, Приступљено 2012-10-04
- Sinha, Prakash Chandra (2006), Encyclopedia of South East and East Asia, Anmol Publications Pvt Ltd, ISBN 978-81-261-2646-0
- Taylor, Nora A. (2000), Studies on Southeast Asia (Studies on Southeast Asian Art: Essays in Honor of Stanley J. O'Connor), 29, Southeast Asia Program Publications, ISBN 978-0-87727-728-6
- Tsang, Susan; Perera, Audrey (2011), Singapore at Random, Didier Millet, ISBN 978-981-4260-37-4
- Turnbull, [C.M.] Mary (2009). A History of Modern Singapore, 1819-2005. NUS Press. ISBN 978-9971694302.
- Windstedt, Richard Olaf (1938), „The Malay Annals or Sejarah Melayu”, Journal of the Malayan Branch of the Royal Asiatic Society, Singapore: Printers Limited, XVI: 1—226